# PARL
PARL (англ. Presenilin associated rhomboid like) – білок, який кодується однойменним геном, розташованим у людей на короткому плечі 3-ї хромосоми.  Довжина поліпептидного ланцюга білка становить 379 амінокислот, а молекулярна маса — 42 190.
| 10         |  | 20         |  | 30         |  | 40         |  | 50         |
| ---------- |  | ---------- |  | ---------- |  | ---------- |  | ---------- |
| MAWRGWAQRG |  | WGCGQAWGAS |  | VGGRSCEELT |  | AVLTPPQLLG |  | RRFNFFIQQK |
| CGFRKAPRKV |  | EPRRSDPGTS |  | GEAYKRSALI |  | PPVEETVFYP |  | SPYPIRSLIK |
| PLFFTVGFTG |  | CAFGSAAIWQ |  | YESLKSRVQS |  | YFDGIKADWL |  | DSIRPQKEGD |
| FRKEINKWWN |  | NLSDGQRTVT |  | GIIAANVLVF |  | CLWRVPSLQR |  | TMIRYFTSNP |
| ASKVLCSPML |  | LSTFSHFSLF |  | HMAANMYVLW |  | SFSSSIVNIL |  | GQEQFMAVYL |
| SAGVISNFVS |  | YVGKVATGRY |  | GPSLGASGAI |  | MTVLAAVCTK |  | IPEGRLAIIF |
| LPMFTFTAGN |  | ALKAIIAMDT |  | AGMILGWKFF |  | DHAAHLGGAL |  | FGIWYVTYGH |
| ELIWKNREPL |  | VKIWHEIRTN |  | GPKKGGGSK  |  |            |  |            |

A: Аланін

C: Цистеїн

D: Аспарагінова кислота

E: Глутамінова кислота

F: Фенілаланін

G: Гліцин

H: Гістидин

I: Ізолейцин

K: Лізин

L: Лейцин

M: Метіонін

N: Аспарагін

P: Пролін

Q: Глутамін

R: Аргінін

S: Серин

T: Треонін

V: Валін

W: Триптофан

Кодований геном білок за функціями належить до гідролаз, протеаз, серинових протеаз, фосфопротеїнів. 
Задіяний у таких біологічних процесах як поліморфізм, альтернативний сплайсинг. 
Локалізований у ядрі, мембрані, мітохондрії, внутрішній мембрані мітохондрії.